# Challenge des Bains 2016
Das Unihockey-Turnier Challenge des Bains 2016 wurde am 3. und 4. September im schweizerischen Yverdon-les-Bains im Centre sportif des Isles ausgetragen. Sieger der Challenge des Bains 2016 ist Regazzi Verbano UH Gordola aus dem Tessin.

## Modus
Die Challenge des Bains 2016 wurde in zwei Gruppen zu jeweils drei Mannschaften gespielt. Innerhalb der Gruppe spielten alle Mannschaften gegeneinander. Der Gruppensieger und das zweitplatzierte Team qualifizierten sich für den Halbfinal. Die Sieger der beiden Halbfinals trafen im Final aufeinander. Die Verlierer trafen im Platzierungsspiel um den dritten Platz aufeinander. Das Spiel um fünften Platz wurde mit einem Hin- und Rückspiel ausgetragen.

## Hauptrunde

### Gruppe A

#### Partien
| Match | Mannschaft 1           | Mannschaft 2           | Resultat | Drittel       |
| ----- | ---------------------- | ---------------------- | -------- | ------------- |
| M1    | UHT Eggiwil            | LUC Unihockey Lausanne | 8-2      | 1-0, 4-0, 3-2 |
| M3    | Unihockey Mittelland   | UHT Eggiwil            | 5-3      | 3-0, 1-3, 1-0 |
| M6    | LUC Unihockey Lausanne | Unihockey Mittelland   | 2-5      | 0-1, 2-2, 0-2 |

#### Klassement
| Rang | Mannschaft             | Spiele | Siege | Unentschieden | Niederlagen | Tore | Punkte |                                |
| ---- | ---------------------- | ------ | ----- | ------------- | ----------- | ---- | ------ | ------------------------------ |
| 1    | Unihockey Mittelland   | 2      | 2     | 0             | 0           | 10-5 | 4      | qualifiziert für Halbfinal M10 |
| 2    | UHT Eggiwil            | 2      | 1     | 0             | 1           | 11-7 | 2      | qualifiziert für Halbfinal M11 |
| 3    | LUC Unihockey Lausanne | 2      | 0     | 0             | 2           | 4-13 | 0      |                                |

### Gruppe B

#### Partien
| Match | Mannschaft 1               | Mannschaft 2               | Resultat | Drittel       |
| ----- | -------------------------- | -------------------------- | -------- | ------------- |
| M2    | Unihockey Fribourg         | UHT Schüpbach              | 5-4      | 1-1, 3-1, 1-2 |
| M5    | UHT Schüpbach              | Regazzi Verbano UH Gordola | 4-5      | 3-1, 0-2, 1-2 |
| M7    | Regazzi Verbano UH Gordola | Unihockey Fribourg         | 4-6      | 2-1, 1-3, 1-2 |

#### Klassement
| Rang | Mannschaft                 | Spiele | Siege | Unentschieden | Niederlagen | Tore | Punkte |                                |
| ---- | -------------------------- | ------ | ----- | ------------- | ----------- | ---- | ------ | ------------------------------ |
| 1    | Unihockey Fribourg         | 2      | 2     | 0             | 0           | 11-8 | 4      | qualifiziert für Halbfinal M10 |
| 2    | Regazzi Verbano UH Gordola | 2      | 1     | 0             | 0           | 9-10 | 2      | qualifiziert für Halbfinal M11 |
| 3    | UHT Schüpbach              | 2      | 0     | 0             | 2           | 8-10 | 0      |                                |

## Finalspiel

### Halbfinal
| Match | Mannschaft 1         | Mannschaft 2               | Resultat | Drittel       |
| ----- | -------------------- | -------------------------- | -------- | ------------- |
| M10   | Unihockey Mittelland | Regazzi Verbano UH Gordola | 4 - 3    | 0-2, 0-1, 4-2 |
| M11   | Unihockey Fribourg   | UHT Eggiwil                | 7 - 4    | 0-4, 1-2, 0-4 |

### Final
| Match               | Mannschaft 1               | Mannschaft 2           | Resultat | Drittel       |
| ------------------- | -------------------------- | ---------------------- | -------- | ------------- |
| Spiel um Rang 5 / 6 | UHT Schüpbach              | LUC Unihockey Lausanne | 9-1      | 3-0, 5-0, 1-1 |
| - Rückspiel         | LUC Unihockey Lausanne     | UHT Schüpbach          | 2-8      |               |
| Spiel um Rang 3 / 4 | Unihockey Mittelland       | Unihockey Fribourg     | 6-8      |               |
| Final               | Regazzi Verbano UH Gordola | UHT Eggiwil            | 5-4      |               |

## Abschlussklassement
| Rang | Mannschaft                 |
| ---- | -------------------------- |
| 1.   | Regazzi Verbano UH Gordola |
| 2.   | UHT Eggiwil                |
| 3.   | Unihockey Fribourg         |
| 4.   | Unihockey Mittelland       |
| 5.   | UHT Schüpbach              |
| 6.   | LUC Unihockey Lausanne     |